# Six Flags Over Texas
Six Flags Over Texas is het grootste pretpark van de staat Texas en is gelegen in Arlington, te midden van Fort Worth en Dallas. Het is het oorspronkelijke park van de Six Flags-groep en opende op 1 augustus 1961 na een jaar werken aan de opbouw. Het park werd gefinancierd door makelaar en ontwikkelaar Angus G. Wynne, Jr die $10.000.000 investeerde.
Sinds de opening van Six Flags Over Texas heeft het park al verschillende eigenaars gehad en heeft het enkele uitbreidingen ondergaan. In de jaren 10 heeft het park zijn maximale oppervlakte bereikt, met anno 2025 45 attracties. Zie Toekomst voor meer info.
Het is een van de weinige attractieparken van Six Flags die veel investeert in thematisering, en heeft dan ook zeven themagebieden. Aan de overkant van de Interstate 30 opende in 1983 een waterpark dat in 1995 door het toenmalige Six Flags gekocht werd en nu Hurricane Harbor Arlington noemt.
Het park wordt uitgebaat door de Six Flags-groep, maar is net zoals Six Flags Over Georgia in bezit van maximaal 120 randpartners. Dit heeft in het verleden al enkele problemen veroorzaakt, waaronder een paar rechtszaken. Ook krijgt het park mede hierdoor minder frequent nieuwe attracties dan andere Six Flags-parken.

## Geschiedenis
- 1959 - Angus G. Wynne Jr. had net een bezoek gebracht aan het pas geopende Disneyland in Anaheim en wilde een dergelijk park ook in zijn thuisstaat Texas. In 1959 begon hij plannen te maken en investeerders te zoeken.
- 1960 - Augustus 1960 is de maand waarin de bouw begon. Hij wilde het park "Texas Under Six Flags" noemen, maar zijn vrouw vond dit maar niets. Hierna werd dit "Six Flags Over Texas", wat aangaf welke landen Texas allemaal geregeerd hadden. Dit waren Frankrijk, Spanje, Mexico, de Republiek Texas, de confederatie van staten van Amerika en de Verenigde Staten van Amerika. Het park werd onderverdeeld in twee verschillende themazones.
- 1961 - De opening vindt plaats op dinsdag 1 augustus 1961 maar het park werd pas met een grote opening ingehuldigd op zaterdag 5 augustus 1961. Bij de opening bedroegen de toegangsprijzen $2,75 voor volwassenen en $2,25 voor de kinderen. Ook werd al parkeertarief gevraagd wat toen $0,50 bedroeg. De hamburgers kostten $0,35 en de dranken $0,10. Reeds bij de opening konden de bezoekers de 6 zones bezoeken - naar de zes landen - en konden ze 20 attracties berijden. Het seizoen werd afgesloten op 25 november en het park kreeg dat seizoen 500.000 bezoekers over de vloer.
- 1963 - De nieuwe waterattractie Log Flume opent.
- 1969 - De attractie Oil Derrick opent. Het is een observatietoren gebouwd naar het model van de olietorens. Ook opent de nieuwe achtbaan Runaway Mine Train. Het park wordt verkocht aan Jack Knox. Het park krijgt nu elk jaar zo'n 2.000.000 bezoekers.
- 1971 - De achtbaan Big Bend opent.
- 1975 - Cyrus Cosmos, de nieuwe mascotte, maakt zijn opwachting.
- 1978 - De eerste achtbaan met inversies, Shock Wave, opent. De achtbaan Big Bend wordt verwijderd. Het park heeft nu zo'n 30.000.000 bezoekers gehad.
- 1980 - Judge Roy Scream, een houten achtbaan, wordt geopend.
- 1983 - Een themazone met als thema Pac-Man wordt ingehuldigd.
- 1984 - Spring Breakout, een festival met live bands moest een ontspanningsmoment geven aan studenten tijdens de lente vakantie. Fright Fest en Holiday in the Park zijn de 2 andere evenementen die worden toegevoegd. Dit alles zorgt voor een extra opwaardering van het seizoen.
- 1985 - De Looney Tunes vervangen Pac-Man in de gelijknamige zone.
- 1987 - La Vibora, een bobslee-achtbaan, is de nieuwste aanwinst.
- 1989 - Flashback! maakt zijn opwachting. Het is een achtbaan van Vekoma.
- 1990 - Het park pakt uit met zijn nieuwste houten achtbaan, Texas Giant.
- 1991 - Het park wordt overgenomen door de Time Warner Entertainment groep.
- 1997 - Time Warner wordt in opspraak gebracht omdat de partners beweerden dat er te weinig werd geïnvesteerd en dat de investeringen die gedaan werden te duur waren. De partners kregen hiervoor een schadevergoeding van $600.000.000 na een rechtszaak.
- 1998 - Time Warner verkoopt zijn belangen aan Premier Parks (later Six Flags Theme Parks, Inc.) uit Oklahoma City.
- 1998 - Mr. Freeze is een hydraulische achtbaan, waarvan de opening door problemen is vertraagd. Fastlane wordt ingevoerd. Deze pas zorgde voor een directe toegang tot sommige attracties. Later werd dit FlashPass. (Vergelijkbaar met FastPass in Disneyland)
- 1999 - Batman: The Ride werd geopend. Deze achtbaan hoorde totaal niet meer in het concept van het park. Het thema hing volledig los van de landenthema's. Het park heeft nu 10 achtbanen.

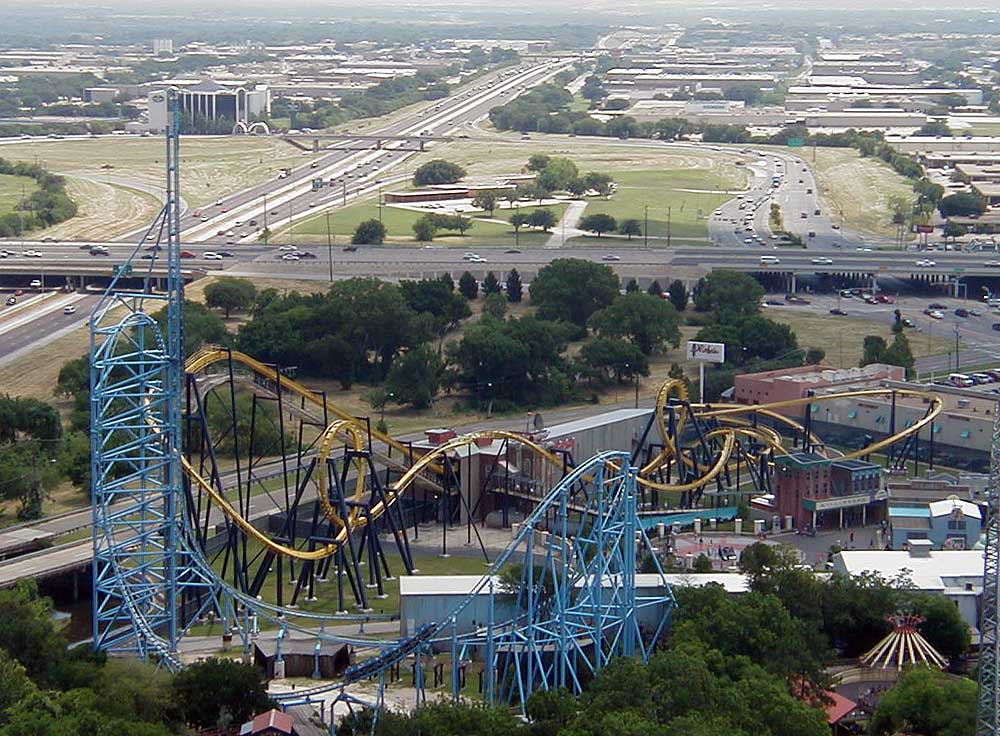
Gotham City met Batman: The Ride

- 2001 - Het park opent zijn eerste Megacoaster met Titan.
- 2002 - Casa Magnetica wordt heropend nadat deze cakewalk sinds 1997 buiten werking was. Hiermee wordt het verleden een beetje hersteld.
- 2006 - Het park bestaat 45 jaar en het voegt hierbij 10 nieuwe attracties toe. Het park organiseert nu ook elke dag een parade. Festival Latino is een nieuwe show.
- 2007 - "Cirque Dreams Coobrila" is een nieuwe show waarin hoog-energetische acrobatie aan te pas komt. Het vindt plaats in de "Music Mill outdoor ampitheater". In oktober dit jaar wordt de attractie Wildcatter verwijderd.
- 2008 - Het park opent Tony Hawk's Big Spin, de eerste nieuwe achtbaan in 7 jaar.
- 2009 - Texas Giant wordt aan het eind van het seizoen gesloten om te worden verbouwd door Rocky Mountain Construction.
- 2010 - De tropische storm Hermine zet het park onder water waardoor het park tijdelijk gesloten blijft tot de schade is hersteld en het water is verdwenen.
- 2011 - Texas Giant heropent als New Texas Giant.
- 2012 - Flashback! wordt gesloten om te worden verplaatst naar Six Flags St. Louis.
- 2015 - De interactieve darkride Justice League: Battle for Metropolis wordt geopend, en wegens het grote succes werd deze de volgende jaren in nog zes andere Six Flags-parken toegevoegd.
- 2016 - Shock Wave werd voor één seizoen uitgerust met Virtual Reality brillen.
- 2017 - Joker, een Vierdimensionale achtbaan van S&S opent haar deuren.
- 2019 - El Diablo toegevoegd, Aquaman Splashdown gesloten en Lone Star Theater gesloopt
- 2023 - De waterachtbaan Aquaman: Power Wave opent na een vertraging van drie jaar, mede veroorzaakt door de coronacrisis en het toevoegen van een draaischijf in het station.[1]
- 2024 - De laatst overgebleven bobsleeachtbaan van Intamin, La Vibora, en de Super Loop El Diablo die in het Spaans-Mexicaanse themagebied stonden, worden verwijderd.

## Attracties

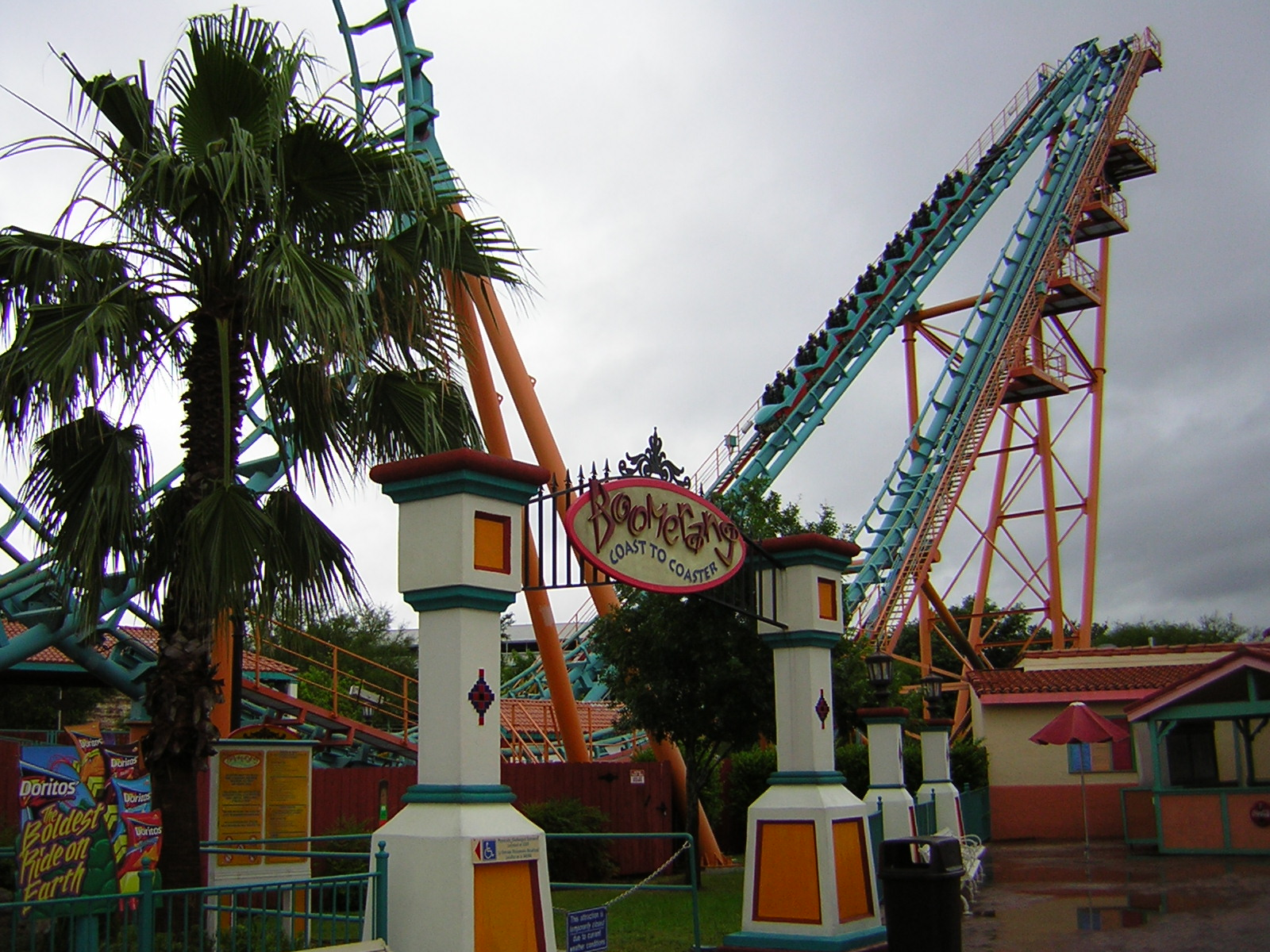
Flashback!

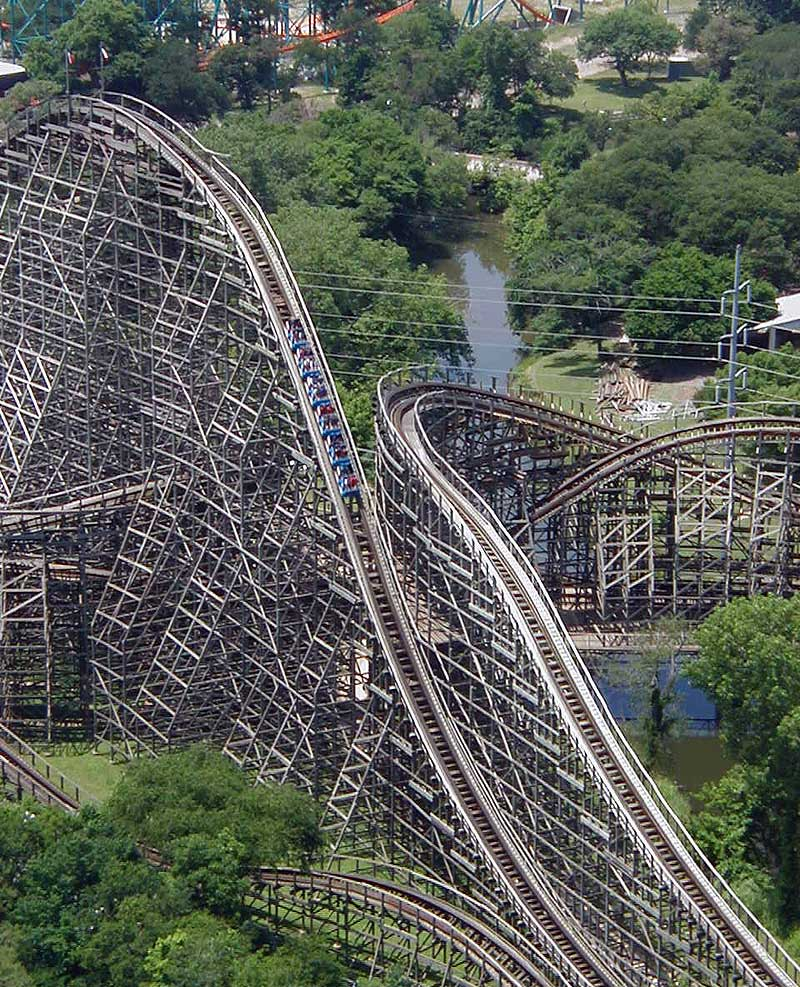
Texas Giant

De 45 attracties zijn in de volgende zeven themagebieden gelegen: Boomtown, Gotham City, Mexico & Spanje, Oude Zuiden en Frankrijk, Texas, Tower en USA. Naast attracties zijn er doorheen het jaar ook verschillende parkshows te zien.

### Achtbanen
| Naam                                  | Jaar opening | Type                      | Bouwer                                |
| ------------------------------------- | ------------ | ------------------------- | ------------------------------------- |
| Runaway Mine Train                    | 1966         | Mijntreinachtbaan         | Arrow Dynamics                        |
| Mini Mine Train                       | 1969         | Mini mijntreinachtbaan    | Arrow Dynamics                        |
| Shock Wave                            | 1978         | Stalen achtbaan           | Schwarzkopf                           |
| Judge Roy Scream                      | 1980         | Houten achtbaan           | Don Rosser & Bill Cobb                |
| Runaway Mountain                      | 1996         | Overdekte stalen achtbaan | Premier Rides                         |
| Mr. Freeze                            | 1998         | ShuttleLanceerachtbaan    | Premier Rides                         |
| Batman: The Ride                      | 1999         | Omgekeerde achtbaan       | Bolliger & Mabillard                  |
| Titan                                 | 2001         | Hypercoaster              | Giovanola                             |
| Wile E. Coyote's Grand Canyon Blaster | 2001         | Junior stalen achtbaan    | Chance Morgan                         |
| Pandemonium                           | 2008         | Draaiende achtbaan        | Gerstlauer                            |
| New Texas Giant                       | 2011         | Hybride achtbaan          | Structuur: Dinn Corporation Baan: RMC |
| Joker                                 | 2017         | Vierdimensionale achtbaan | S&S Worldwide                         |
| Aquaman: Power Wave                   | 2023         | Lanceerwaterachtbaan      | MACK Rides                            |

### Verdwenen Achtbanen
| Naam       | Jaar opening | Jaar sluiting | Type              | Constructeur |
| ---------- | ------------ | ------------- | ----------------- | ------------ |
| Cucaracha  | 1961         | 1964          | Wildemuisachtbaan | Pinfari      |
| Big Bend   | 1971         | 1978          | Jumbo Jet         | Schwarzkopf  |
| Flashback! | 1989         | 2012          | Shuttle-achtbaan  | Vekoma       |
| La Vibora  | 1987         | 2023          | Bobslee-achtbaan  | Intamin AG   |

### Overige voormalige attracties
- ACME Rock-n-Rocket - Looping Schip
- Aquaman Splashdown - Shoot the chute
- Astro-Lift - Stoellift rond het park
- Bugs Bunny's Spirit of St. Louie - Red baron
- El Diablo - Super Loop
- Ferrocarril Fiesta Train I & II - Treinrit door geanimeerde decors
- Great Six Flags Air Racer - Star Flyer van Intamin
- Las Cocheses Cabras Goat Cart Ride
- Los Conquistadores Mule Pack Train
- Caddo War Canoes - Kano's
- Flying Jenny/Little Dixie Carousel - Draaimolen die aangedreven werd door muilezels
- Harley Quinn Spinsanity - Troika
- LaSalle's Riverboat Expedition - Een rivierboot door geanimeerde decors
- Missile Chaser
- Overland Butterfield Stagecoach
- Petting Zoo
- Rotoriculous
- Skull Island - Een zone met grotten, piratenschip,...
- Sky Hook
- Spee-Lunker's Cave - Een darkride met boten die varen langs geanimeerde decors
- Spindletop - rotor attractie
- Spinnaker - Enterprise
- Texas Chute Out - Paratower
- Tower Slides
- Turbo Bungy - bungee trampoline
- Helicopter Rides
- Humble's Happy Motoring Freeway Track I & II - Autorit op een parcours
- Jet Set
- Virtual Quest Interactive Theater - Virtual realityattractie
- Wildcatter - Een vroege vorm van een droptoren gebouwd door Intamin en opende in 1982 onder de naam Texas Cliffhanger in het USA "Boomtown" gebied.

## Evenementen
Six Flags Over Texas organiseert verschillende seizoensevenementen gedurende het jaar.
- Spring Break – Dit evenement (Nederlands: Voorjaarsvakantie) vindt plaats in maart en verwelkomt het warme Texaanse weer met de vele outdoor attracties, evenenementen en games. Dit evenement duurt meestal enkele weken, zodat het in alle verschillende lentevakanties van scholen plaatsvindt. Het is een traditie in het park sinds 1984.

- ¡Viva la Fiesta! - In april wordt de Spaanse en Latino cultuur gevierd in het park. Het park wordt overspoeld met kunst, dansgroepen, bands en de authentieke keuken met onder meer fajitas, churros, en tacos. Dit festival is een traditie sinds 2006.

- Best of Texas Festival – De Texaanse cultuur wordt gevierd in jubileumjaren in augustus gevierd. Het park wordt gedecoreerd met pompoenen, hooibalen en vogelverschrikkers en gevuld met Texaanse souvenirs. Er worden ook Texaanse gerechten geserveerd. Oorspronkelijk heette dit event het "Texas Heritage Festival" maar het werd omgevormd tot het 'Best of Texas' festival voor het seizoen 2006. De laatste editie was in 2021 tijdens het 60e seizoen. Sinds 2022 wordt in deze periode het op Duitsland georiënteerde Oktoberfest Food Festival georganiseerd.

- Fright Fest – Oorspronkelijk werd er slechts één avond in oktober 'Fright Night' genoemd. Fright Fest is het jaarlijkse halloweenfestival in Six Flags Over Texas en vindt plaats in oktober begin november. Er worden verschillende griezelelementen toegevoegd aan het park, zoals griezelhuizen, gedecoreerde paden en spookachtige muziek.

- Holiday in the Park – Een traditie sinds 1985. Holiday in the Park is nu een van de meest bekende seizoensevenementen. Het event vindt plaats in november en december. 100.000 kerstlichtjes worden opgehangen in het park, aan de attracties en aan de gebouwen. Ook wordt er een authentieke sneeuwheuvel gemaakt om er met de slee af te glijden.

## Toekomst
Six Flags over Texas zal nieuwe attracties blijven toevoegen om ervoor te zorgen dat er voldoende bezoekers komen en om rendabel te blijven. Sommigen zeggen echter dat het park in de problemen zal komen omdat het letterlijk ingesloten is door wegen en de omliggende industrie. Het park kan echter nog 'inbreiden' door oudere attracties te vervangen en door parkeerruimte op te offeren.
Zo werden La Vibora en El Diablo in 2024 afgebroken waardoor het park in 2026 een recordbrekende duikachtbaan kan openen.

## Trivia
- Eerste Six Flags-themapark - 1961
- Eerste boomstamattractie ter wereld El Aserradero - 1963
- De eerste mijntreinachtbaan ter wereld is de Runaway Mine Train uit 1966
- Een van de eerste droptorens ter wereld was Wildcatter uit 1982 (sloot in 2007)

- Het park bezit de hoogste, langste en snelste achtbaan in Texas met Titan (respectievelijk 77 en 1.619 meter, en max. 136 km/h)
- Grootste op het land staande olietoren - Oil Derrick (91 meter hoog). Dit was tevens het eerste bouwwerk ooit dat door Intamin ontworpen werd.
- Eerste Premier Rides-achtbaan - Runaway Mountain opende in 1996 in het park
- Texas Skycreamer is de op een na hoogste Starflyer ter wereld met 121 meter
- De toeristische spoorweg Six Flags Railroad is de enige attractie die sinds het openingsjaar nog steeds in werking is en behoort tot de top 10 oudste attracties van Six Flags (FUN).

## Prijzen
- 's Werelds beste houten achtbaan in 1998 en 1999 - Texas Giant
- 's Werelds beste nieuwe achtbaan in 2011 - New Texas Giant